# Cupar
Cupar, schottisch-gälisch: Cupar Fìobha, ist eine Kleinstadt mit 9339 Einwohnern in Schottland. Cupar war die Hauptstadt von Fife, bis diese 1975 nach Glenrothes verlegt wurde. Zwischen 1975 und 1993 war Cupar Sitz des abgeschafften North East Fife District Council. Heute werden die Gebäude vom Fife Council genutzt.
Cupar wurde 1363 von David II. als Royal Burgh gegründet. Im 11. und 12. Jahrhundert befand sich an gleicher Stelle das Schloss des Clans Macduff. Diese waren Thanes von Fife und wurden in Shakespeares Macbeth erwähnt. Das Schloss war Schauplatz des von Alexander III. 1276 organisierten ersten Schottischen Parlaments.
Bedeutende Gebäude in Cupar sind die alte Pfarrkirche, die St John’s Church sowie die Ratsgebäude von Fife. In der Nähe liegen das Herrenhaus Hill of Tarvit, der Scotstarvit Tower sowie die Ruine der Crawford Priory. Von 1942 bis 1988 betrieb der britische Geheimdienst etwa vier Kilometer nördlich des Stadtzentrums eine geheime Abhörstation, die Hawklaw Y Station.
Ein Dorf in der kanadischen Provinz Saskatchewan wurde nach dem schottischen Cupar benannt.

## Söhne und Töchter der Stadt
- John Campbell, 1. Baron Campbell (1779–1861), Lordkanzler des Vereinigten Königreichs
- William Grant Inglis (1928–1991), Parasitologe

## Belege
1. ↑  Informationen des schottischen Parlaments
2. ↑  Zensus 2011